# 14丁目 (マンハッタン)

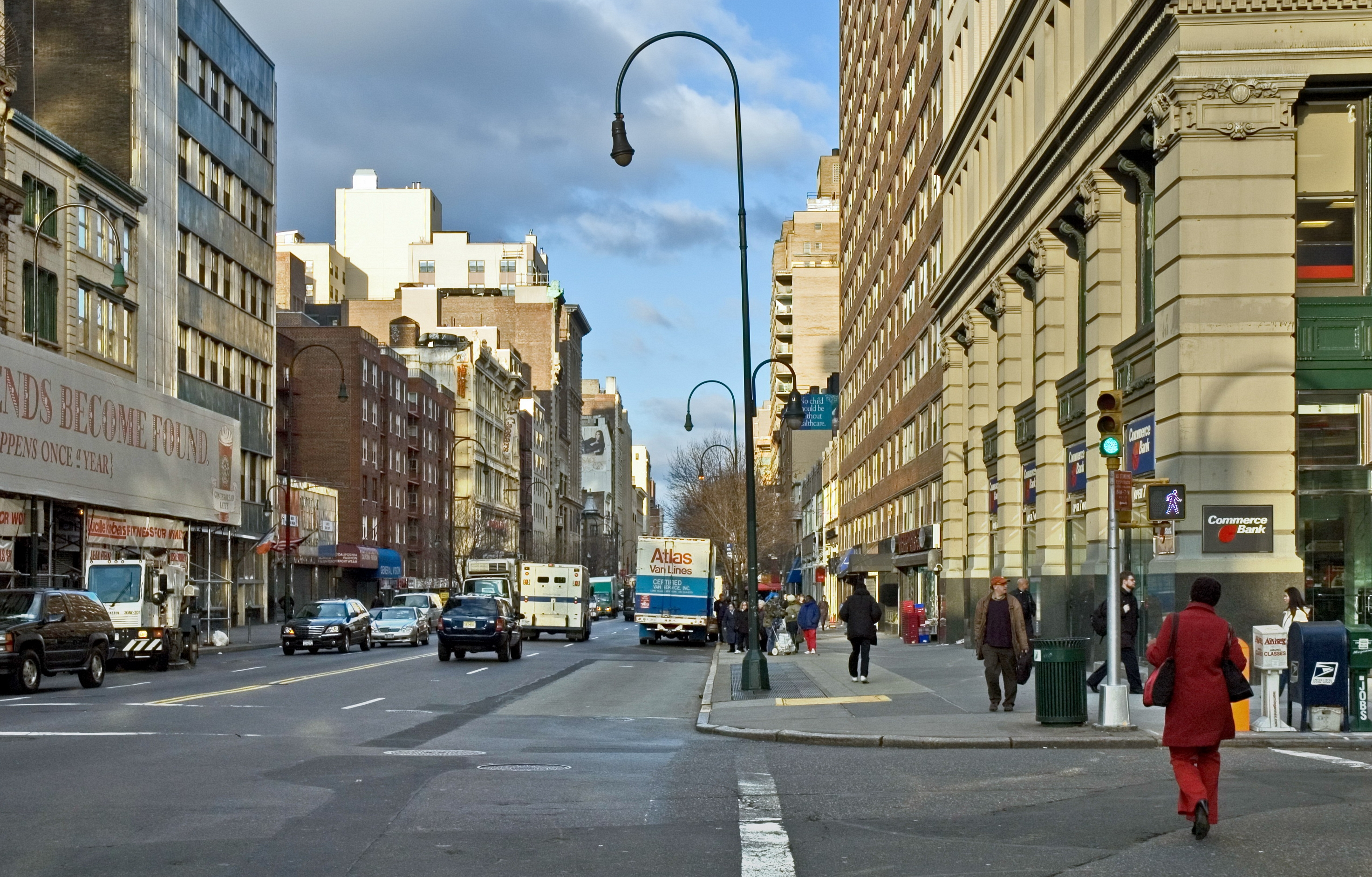
5番街から14丁目を西に眺める。

14丁目（じゅうよんちょうめ、英: 14th Street（））はニューヨーク市マンハッタンを東西に横断する「ストリート」と呼ばれる通りの一つ。マンハッタン内で「ストリート」でありながら、それより規模の大きいとされる「アヴェニュー」に匹敵する規模の通りで、多くの事業拠点が集積している。
かつてこの界隈は高級住宅地であったが、マンハッタンの市街地が北へ広がるにつれ次第にこの地区の魅力とステータスは失われていった。この通りはブロードウェイとの交差点にあるユニオンスクエアの南端を形成しており、グリニッジ・ヴィレッジとイースト・ヴィレッジの北限、チェルシー、フラットアイアン地区、グラマシーの南限を担っている。
また、マンハッタンの地理的にもこの通りは重要な意味を持っていて、この通りを境に以北の道路は完璧な格子状をしているが、南にいくにつれ次第に完全な格子状は崩れていき、ロウアー・マンハッタンやグリニッジ・ヴィレッジまでいくと格子状をした道路は完全に消滅し、不規則で入り組んだ道路を形成している。

## 交通

### 地下鉄

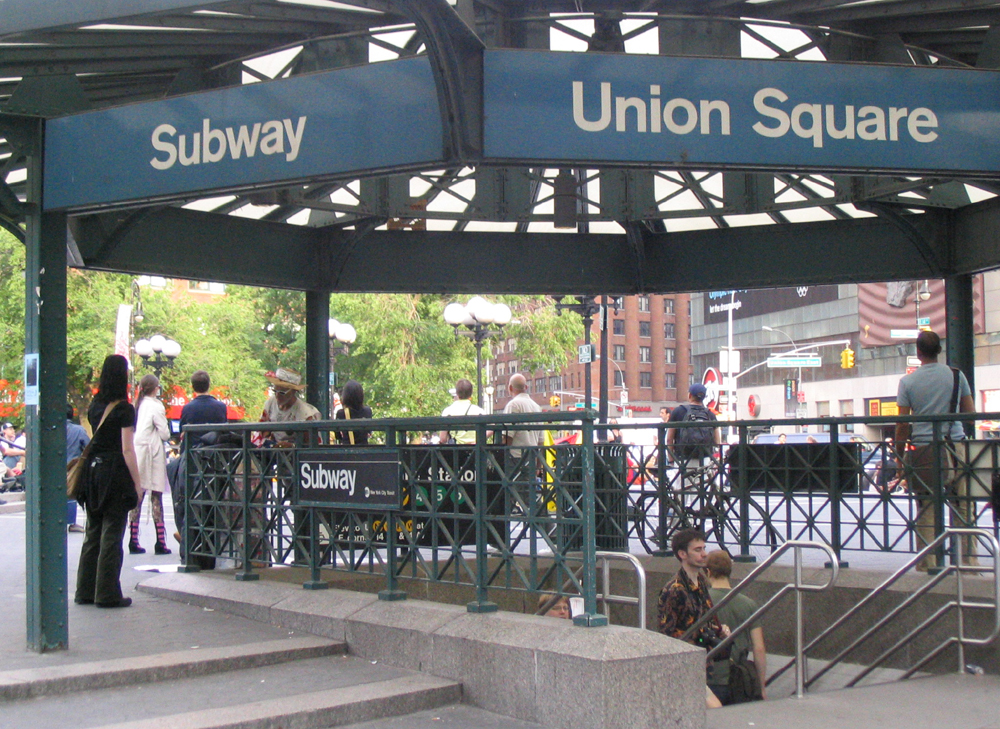
14丁目/ユニオン・スクエア駅

ニューヨーク市地下鉄の路線のうち14丁目の地下を交差する全ての路線に駅がある。
- カナーシー線、ブロードウェイ線、レキシントン・アベニュー線（系統:L N Q R W 4 5 6） - 14丁目/ユニオン・スクエア駅
- 6番街線（系統:F M） - 14丁目駅
- ブロードウェイ/7番街線（系統:1 2 3） - 14丁目駅
- 8番街線（系統:A C E） - 14丁目駅

カナーシー線は8番街からイースト・リバーまでの14丁目の下を並走し、1番街駅、3番街駅、6番街駅、14丁目/ユニオン・スクエア駅、8番街駅の駅がある。うちL系統では終日運転が行われている。